# Немеренко, Алла Михайловна
Алла Михайловна Немеренко (рум. Ala Nemerenco; род. 21 августа 1959, с. Солонец, Сорокский район, Молдавская ССР, СССР) — молдавский политический и государственный деятель, медик. Министр здравоохранения Республики Молдова с 6 августа 2021 года. Действующий советник Президента Республики Молдова в области здравоохранения с 24 декабря 2020 года. В прошлом — министр здравоохранения, труда и социальной защиты Республики Молдова (2019), депутат Муниципального совета Кишинёва (2015—2019). 
Награждена орденом «Трудовая слава» (2010).

## Биография
Родилась 21 августа 1959 года в селе Солонец Сорокского района Молдавской ССР. Окончила среднюю школу в городе Фалешты.
В 1976 году поступила на медицинский факультет Кишинёвского государственного медицинского института, который окончила в 1982 году. В 2003—2007 годах училась в докторантуре в Государственном университете медицины и фармакологии имени Николая Тестемицану, защитила докторскую диссертацию и получила степень магистра социальной медицины и менеджмента.
В 1982—1985 годах работала врачом-терапевтом в Республиканской клинической больнице, затем в муниципальной поликлинике № 8 (ныне Центр семейных врачей №7) и муниципальной больнице № 2. С 1995 года — заведующая терапевтическим отделением, с 1998 года — заместитель главного врача территориальной медицинской ассоциации сектора Центр (AMT Centru). В 2000—2002 годах — заместитель руководителя отдела организации деятельности Университетской клиники первичной медико-санитарной помощи в Государственном университете медицины и фармакологии имени Николая Тестемицану. С 2002 по 2012 год и с 2015 по 2016 год – директор Университетской клиники первичной медико-санитарной помощи. С 2005 года — доцент в Школе менеджмента в области общественного здравоохранения (SMSP) при Государственном университете медицины и фармакологии.
В 2012—2015 году — руководитель проекта в страновом офисе Всемирной организации здравоохранения (ВОЗ).
В 2016 году — советник министра здравоохранения Румынии Влада Войкулеску. В 2017—2019 годах — консультант в Швейцарском институте общественного здравоохранения и тропических болезней и германской консалтинговой компании GFA Consulting Group. В 2018 году — консультант Всемирной организации здравоохранения (ВОЗ).
По результатам всеобщих местных выборов 2015 года избрана депутатом муниципального совета Кишинёва. Была председателем комиссии по социальной защите, охране здоровья, образованию, культуре, масс-медиа и межэтническим отношениям.
8 июня 2019 года получила портфель министра здравоохранения, труда и социальной защиты Республики Молдова в правительстве Майи Санду. 12 ноября парламент Республики Молдова выразил вотум недоверия правительству.
24 декабря 2020 года назначена советником президента Майи Санду в области здравоохранения.
5 февраля 2021 года предложена кандидатом на пост министра здравоохранения, труда и социальной защиты в правительстве Натальи Гаврилицы, 3 августа — на пост министра здравоохранения в правительстве Гаврилицы. Парламент Республики Молдова утвердил правительство 6 августа.
Автор около 50 статей и научных работ, опубликованных в стране и за рубежом, из них 11 учебников, руководств и методические указаний.
Владеет румынским, русским, английским и французскими языками.

## Судебное разбирательство
С 2 февраля 2021 года вице-председатель Комиссии по социальной защите, здравоохранению и семье Владимир Односталко и член Комиссии Алла Дарованная обратились в министерство здравоохранения, труда и социальной защиты Республики Молдова с просьбой «отменить приказ, согласно которому степень магистра была незаконно выдана на имя советника президента Майи Санду Аллы Немеренко».
Её обвиняют в том, что диплом, которым она пользуется, якобы поддельный. Более того, она не оканчивала ВУЗ. Министерство образования Республики Молдова официально подтвердило незаконную выдачу диплома Алле Немеренко.
По словам первого проректора Медицинского университета Ольги Чернецки, диплом был выдан Алле Немеренко автоматически по приказу министра здравоохранения в 2007 году.
В июле советник президента по вопросам здравоохранения Алла Немеренко смогла выиграть первый судебный процесс по делу «о фальшивом дипломе» на степень магистра.